# Pogrom de Proskurov
Le pogrom de Proskurov a eu lieu le 15 février 1919 dans la ville de Proskurov (aujourd'hui Khmelnytskyi) pendant la guerre d'indépendance ukrainienne, qui a été reprise sous le contrôle des bolcheviks par des militants se réclamant des Haïdamak. En seulement trois heures et demie, au moins 1 500 Juifs ont été assassinés, jusqu'à 1 700 selon d'autres estimations, et plus de 1 000 blessés, dont des femmes, des enfants et des vieillards. Le massacre a été perpétré par les soldats de la République populaire d'Ukraine d'Ivan Semesenko (en). Ils avaient reçu l'ordre d'économiser les munitions et de n'utiliser que des lances et des baïonnettes.
Un témoin décrivant les violences a déclaré : "Il est impossible d'imaginer ce qui s'est passé ici le samedi 15 février 1919. Ce n'était pas un pogrom. C'était comme le massacre des Arméniens". Samosenko a été exécuté en 1920, bien que les chefs d'accusation pour lesquels il a été fusillé soient contestés. À l'époque, on a prétendu que Semesenko avait été exécuté pour avoir organisé des pogroms juifs. Cependant, les historiens modernes ont conclu qu'il avait été fusillé pour dissidence à l'encontre de Symon Petlioura.

## Histoire
Selon les historiens Yonah Alexander (en) et Kenneth Myers, les soldats ont marché vers le centre de la ville accompagnés d'une fanfare militaire et se sont livrés à des atrocités sous le slogan : "Tuez les Juifs et sauvez l'Ukraine". Le pogrom a été lancé par Ivan Samosenko à la suite d'un soulèvement bolchevique manqué contre la République populaire d'Ukraine dans la ville.
La mention du pogrom a été évoquée lors du procès de Schwartzbard à Paris, en France. La preuve d'un ordre donné par le chef de la République populaire d'Ukraine, Symon Petliura lui-même, aurait été discutée au cours de la procédure. Le câble en question a été brûlé par un juif craignant la mort. Selon l'historien canadien Henry Abramson, le câble est probablement un faux "étant donné les publications répétées condamnant Petliura à des pogroms".
Quelques jours plus tard, le représentant de la Croix-Rouge à Proskurow est témoin du rapport verbal de Semosenko à Petliura, qui admet avoir tué 4 000 Juifs, ce qui reste néanmoins non confirmé. La ville de Proskurov a été rebaptisée Khmelnytskyi en 1954, sous l'ère stalinienne, bien que Bohdan Khmelnytsky lui-même y ait commis un terrible pogrom contre les Juifs dès le XVIIe siècle.

### Sources
- Elissa Bemporad, Legacy of Blood: Jews, Pogroms and Ritual Murder in the Lands of the Soviets, New York, Oxford University Press, 2019 (ISBN 978-0-19-046648-0), p. 4